# Redbourne
Redbourne – wieś w Anglii, w hrabstwie ceremonialnym Lincolnshire, w dystrykcie (unitary authority) North Lincolnshire. Leży 29 km na północ od Lincoln i 222 km na północ od Londynu.